# Іван Цанкар
Іван Цанкар (словен. Ivan Cankar; 10 травня 1876, Врхника  — 11 грудня 1918, Любляна) — словенський поет, прозаїк, драматург, представник модернізму.

## Життєпис
Походив з родини кравця. Народився у 1876 році в селі Врхника, тут протягом 1882—1888 років навчався в початковій школі. Впродовж 1888—1896 років навчався в гімназії в Любляні. Того часу захопився поезією. У 1896 році поступив до Віденського технічного університету, проте 1897 року його залишив, зосередившись на літературній діяльності.
Переїхав до Любляни. У 1898 році перебрався до міста Пула (Істрія). Восени того ж року повернувся до Відня, де перебував до 1909-го. Тут вступив до лав Соціал-демократичної партії. У 1907 році балотувався до парламенту, проте невдало. Продовжив політичну діяльність, виступаючи за союз південнослов'янських народів.
У 1910 році був у Сараєво. Наприкінці того ж року знову повернувся до Любляни. За пропаганду у 1913 та 1914 роках був запроторений за ґрати.
Під час Першої світової війни у 1915 році був покликаний на військову службу, втім невдовзі через хворобу звільнений. У 1917 році після падіння з драбини захворів на запалення легенів і помер  у 1918 році в Любляні.

## Творчість
І. Цанкар був одним з фундаторів «Словенського модерна». В його перших працях — лиричній збірці віршів «Еротика», збірці новел «Він'єтки» (1899 рік) антибуржуазні тенденції сплітаються з елементами декадансу і символізму.
Почавши свою творчу діяльність як поет, Цанкар потім все більш переходить на прозу. У його ранніх творах позначилася словенська романтична традиція і почасти вплив Ашкерца, постійно засвоювався досвід реалістичної літератури, особливо Миколи Гоголя, дещо пізніше — Федора Достоєвського. Це відобразилося у комедії «Для блага народу» (1901 рік), драмі «Король Бетайнови» (1902 рік), романах «На вулиці бідняків» (1902 рік), «Мартін Качур. Життєпис ідеаліста» (1906 рік), збірках новел, яким властиві глибокий психологізм, проникливий ліризм в органічному поєднанні з нещадним, гостросатиричним світопорядком, що тоді панував в Австро-Угорщині.
У доробку Цанкара є блискучий викривальний фарс («Спокуса в долині св. Флоріана») та драма у дусі символізму «Прекрасна Віда» — про мрію, що веде людину уперед. Відомими також є повісті «Чужі» (1901 рік), «Батрак Єрней і його право» (1907 рік), романи — «Хрест на горі» (1904 рік).
У драмі «Холопи» (1910 рік) висловив віру в прийдешню перемогу пролетаріату. При цьому Цанкар велике місце відводить зламаним долям і душам дітей (роман «Обитель Марії Заступниці», 1904 рік; повість «Грішник Ленарт»).
Враження від Першої світової війни, роздуми про майбутнє втілені в циклі новел і віршів у прозі «Видіння» (1917 рік).

## Стиль
Цанкар писав особливою ритмізованою прозою, що посилювало її емоційний вплив. Посилення суб'єктивного елемента проявляється і в характерному для нього напруженому, захоплюючому ліризмі (в інших випадках твори бувають забарвлені їдкою іронією, сарказмом). Значно зростає і увага до душі людини, її інтимного світу, стверджується уявлення про його неповторну цінність.
У творчості Цанкара виникає дуже рухливе і органічне поєднання елементів реалізму і символізму, підпорядкованих єдиному ідейно-естетичному авторському завданню. Найчастіше соціально-політичний, критичний пласт більш тісно пов'язаний з реалізмом, але нерідко така проблематика концентровано виражається і в символах, які носять в цих випадках ідейно-функціональний характер і зазвичай однозначні, зрозумілі, іноді їх роз'яснює і сам Цанкар.